# 1681
1681 (MDCLXXXI) е обикновена година, започваща в сряда според григорианския календар и обикновена година, започваща в събота според юлианския календар. Тя е 1681-ата година от новата ера, шестстотин осемдесет и първата от второто хилядолетие и втората от 1680-те.

## Събития
- Основан е град Бристъл, щата Пенсилвания, САЩ
- Навършват се 1000 години от основаването на България

## Родени
- 14 март – Георг Филип Телеман, германски композитор († 1767 г.)
- 26 юни – Хедвиг София Шведска, херцогиня на Шлезвиг-Холщайн-Готорп († 1708 г.)
- 5 август – Витус Беринг, руски изследовател от датски произход († 1741 г.)

## Починали

### Януари
- 7 януари – Магдалена Сибила фон Саксония-Вайсенфелс, херцогиня на Саксония-Гота-Алтенбург (р. 1648 г.)

### Март
- 12 март – Франс ван Мирис Старши, нидерландски художник (р. 1635 г.)

### Април
- 10 април – Филип I, граф на Шаумбург-Липе и Липе-Алвердисен (р. 1601 г.)
- 11 април – Фридрих Лудвиг, пфалцграф и херцог на Цвайбрюкен-Ландсберг и херцог на Пфалц-Цвайбрюкен (р. 1619 г.)
- 23 април – Юстус Сустерманс, нидерландски художник (р. 1597 г.)

### Май
- 24 май – Никодемус Тесин Старши, шведски архитект (р. 1615 г.)
- 25 май – Педро Калдерон де ла Барка, испански драматург, поет и писател (р. 1600 г.)

### Юни
- 28 юни – Мари Анжелик дьо Фонтанж, френска благородничка (р. 1661 г.)

### Юли
- 20 юли – Лудвиг Гюнтер II, граф на Шварцбург-Зондерсхаузен (р. 1621 г.)

### Август
- 17 август – Никон Московски, руски патриарх (р. 1605 г.)
- 27 август – Вилхелм Кристоф, ландграф на Хесен-Хомбург (р. 1625 г.)

### Ноември
- 2 ноември – Елеонора фон Анхалт-Цербст, херцогиня на Шлезвиг-Холщайн-Зондербург-Норбург (р. 1608 г.)
- 23 ноември – Хедвига фон Пфалц-Зулцбах, ерцхерцогиня на Австрия-Тирол и херцогиня на Саксония-Лауенбург (р. 1650 г.)

### Декември
- 4 декември – Мориц фон Саксония-Цайц, херцог на Саксония-Цайц (р. 1619 г.)
- 5 декември – Агата Кристина фон Ханау-Лихтенберг, пфалцграфиня и херцогиня на Пфалц-Велденц-Лютцелщайн (р. 1632 г.)
- 8 декември – Герард Терборх, нидерландски художник (р. 1617 г.)